# Defensor civitatis
Defensor civitatis, també anomenat defensor plebis, patronus plebis o vindex civitatis, era el nom llatí d'un funcionari municipal que va existir durant el Baix Imperi romà per defensar els drets dels habitants d'una civitas, una unitat administrativa que comprenia tota la regió o districte d'influència i incloïa tots els vici dins d'un radi determinat i també la ciutat principal. El seu nom en grec era ἔκδικος ('ekdikos') nom que també portaven els ècdics, magistrats de moltes ciutats de l'Àsia menor durant la dominació romana.
Un edicte de l'emperador Valentinià I emès l'any 364 i dirigit a Probus, prefecte del pretori, va establir per primera vegada aquest càrrec, però només per a Il·líria. Per aquest edicte, el governador de la província escollia una persona de confiança que no fos un curial. Havia de ser d'alt rang i amb coneixements de dret i pràctica d'advocat, un per cada diòcesi, per tal de què les persones que hi vivien poguessin ser protegits dels abusos dels poderosos. L'any següent, el 365, va estendre aquest càrrec a tot l'Imperi, inclosa Itàlia, amb alguns canvis puntuals. era la civitas qui tenia el dret d'escollir un defensor d'entre els seus ciutadans més eminents i independents, que estaven obligats a ocupar el càrrec en un ordre determinat. Els curials o decurions, que eren magistrats, no podien ocupar aquest càrrec.
L'elecció d'un defensor la feia tota la civitas, i no, com en el cas dels magistrats, només la cúria. L'elecció que feia el municipi havia de ser confirmada per l'emperador o el seu delegat, el praefectus praetorio. El defensor ocupava el càrrec durant cinc anys, però Justinià va reduir el mandat a dos anys. El defensor civitatis protegia els habitants del seu districte de tota mena d'opressió, especialment de la del governador imperial i les de les autoritats locals. El seu objectiu principal era protegir les persones humil, segons el Codi de Justinià. També havien d'evitar que els impostos fossin massa gravosos. Per poder perseguir els opressors, el defensor tenia lliure accés al tribunal del governador i, si calia, podia presentar queixes contra el governador o contra altres funcionaris, davant de l'emperador o dels ministres del govern imperial. El defensor també era jutge en causes civils poc importants. La seva remuneració, en temps de Justinià era de cinquanta sòlids, i després el mateix emperador la va augmentar a tres-cents sòlids. Tenia el dret de nomenar tutors i de supervisar molts procediments formals, com les donacions per sobre d'una determinada quantitat (donatio) i la redacció de testaments. Justinià li va concedir un exceptor o secretari a més de diversos funcionaris executius.
En el seu inici el càrrec no tenia consideració de magistrat, i no podia infligir cap càstig («nullas infligant multas, nullas exerceant quaestiones», diu el Codi Teodosià), però més tard se li va atorgar poder de jurisdicció. Amb el temps, a mesura que es van incorporar noves funcions al càrrec, el defensor va arribar a assimilar-se al càrrec de magistrat, encara que els magistrats tenien un rang superior.
La institució del defensor civitatis no va aconseguir els seus objectius i va anar desapareixent. L'emperador Majorià l'any 458, i l'emperador Justinià l'any 535, van intentar restituir-lo en la seva important funció amb diverses mesures legals, però sense èxit.